# Sân bay Bình Đông
Sân bay Bình Đông (tiếng Trung: 屏東機場) là một sân bay ở Bình Đông, Đài Loan (IATA: PIF, ICAO: RCSQ). Sân bay này thuộc quản lý của Cục Hàng không dân dụng.
Sân bay Bình Đông được xây xong tháng 11 năm 1994 ở khu vực phía nam của một căn cứ không quân.
Nhà ga mới được mở cửa ngày 17 tháng 5 năm 2005. Nhà ga nằm ở phía bắc của căn cứ. Hiện có 2 chuyến bay theo lịch trình mỗi ngày.

## Các hãng hàng không và các điểm đến
- Uni Air (Sân bay Tùng Sơn Đài Bắc)